# 持明院保藤
持明院 保藤（じみょういん やすふじ）は、鎌倉時代中期から後期にかけての公卿。権中納言・持明院基保の養子。官位は正二位・権中納言。

## 経歴
正二位・非参議だった松殿良嗣の子として誕生、60歳以上歳の離れた持明院基保の養子となる。
正嘉2年（1258年）に5歳で従五位下。右近衛少将、左近衛少将、備前権介等を経て正応5年（1292年）に従三位、公卿に列せられる。正安2年（1300年）に参議、皇統が持明院統の後伏見天皇から大覚寺統の後二条天皇に転じた翌正安3年（1301年）には辞し遠江権守に転ずるが徳治2年（1307年）に還任する。
花園天皇が即位し、皇統が持明院統に戻った徳治3年（1308年）には権中納言に昇進、翌延慶2年（1309年）には辞したが、正二位となり、父以上に出世したが、正二位・権中納言を極位極官としたまま嘉暦元年（1326年）に出家した。
その後も長寿を保ち、興国3年/康永元年（1342年）に89歳（あるいは92歳）で薨去した。持明院家では傍流であったが、保藤の子孫はその後も子の保有、孫の基孝、保冬が公卿となっている。